# Louis de Trédern
Louis Désiré Bonnaventure de Trédern est un homme politique français né le 13 juillet 1805 à Rennes (Ille-et-Vilaine) et décédé le 2 avril 1883 à Rennes.

## Biographie
Lieutenant d'artillerie sous la Restauration, il quitte rapidement l'armée et s'installe à Rennes. Conseiller municipal, capitaine de la garde nationale, il est l'un des rédacteurs du journal de Rennes. Il est député d'Ille-et-Vilaine de 1848 à 1849, siégeant à droite. Également écrivain, il est membre de l'Association bretonne et de la société des Antiquaires de Normandie.

## Famille
La famille de Trédern est originaire de Trédern en Plougoulm en Finistère où elle est recensée depuis le XVe siècle (Ancienne extraction sur preuves de 1475). Ses armes portent Échiqueté d'or et de gueules, au franc-canton fascé de 6 pièces d'argent et de gueules. Sa devise est : Ha soué vé ! (Quelle serait ma surprise ! ). Son premier auteur connu est Paul de Trédern, né le 25 janvier 1633, maintenu noble en Bretagne le 4 juin 1669, mort le 25 décembre 1708 dans son fief de Trédern. Il avait épousé en premières noces Renée de Kerguisiau, dont une nombreuse postérité et, en secondes noces, Françoise-Anne de Carné. La famille compte des chevaliers de Saint-Louis et des officiers de l'armée royale.
Louis Désiré  est le fils de Louis Marie Joseph de Trédern (1771-1861), lieutenant au régiment de Poitou, émigré en 1792 à l'armée des princes, puis capitaine d'infanterie sous le Premier Empire, chevalier de Saint-Louis et de la Légion d'honneur, et de Judic Françoise Joséphine Le Corgne de Launay.
Il épouse en 1833 Adèle du Boberil, morte en 1836, dont un fils, Louis-René né en 1834, resté célibataire.
Le frère cadet de Louis Désiré, nommé Henri Marie Joseph, vicomte de Trédern, (1812-1867), officier d'infanteruie, a épousé Victoire du Boberil (1815-1867), d'où une nombreuse postérité.

## Sources
- « Louis de Trédern », dans Adolphe Robert et Gaston Cougny, Dictionnaire des parlementaires français, Edgar Bourloton, 1889-1891 [détail de l’édition]